# Ґрабково
Ґрабково (пол. Grabkowo) — село в Польщі, у гміні Коваль Влоцлавського повіту Куявсько-Поморського воєводства.
Населення — 326 осіб (2011).
У 1975-1998 роках село належало до Влоцлавського воєводства.

## Демографія
Демографічна структура станом на 31 березня 2011 року:
|          | Загалом | Допрацездатний вік | Працездатний вік | Постпрацездатний вік |
| -------- | ------- | ------------------ | ---------------- | -------------------- |
| Чоловіки | 172     | 39                 | 108              | 25                   |
| Жінки    | 154     | 26                 | 90               | 38                   |
| Разом    | 326     | 65                 | 198              | 63                   |